# Lista de vereadores de Guarulhos da 19.ª legislatura
Esta é a lista de vereadores de Guarulhos da 19.ª Legislatura, período que compreende de 1.º de janeiro de 2025 até 31 de dezembro de 2028.
| 18.ª legislatura | Lista de vereadores de Guarulhos da 19.ª legislatura |  |

## Mesa Diretora
A composição da mesa diretora da Câmara Municipal de Guarulhos durante os dois biênios da 19.ª Legislatura teve a seguinte formação:
| 1.º Biênio (2025-2026) | 1.º Biênio (2025-2026) | 1.º Biênio (2025-2026) | 1.º Biênio (2025-2026)         | 2.º Biênio (2027-2028) | 2.º Biênio (2027-2028) | 2.º Biênio (2027-2028) | 2.º Biênio (2027-2028) |
| Presidência            | Presidência            | Presidência            | Presidência                    | Presidência            | Presidência            | Presidência            | Presidência            |
| ---------------------- | ---------------------- | ---------------------- | ------------------------------ | ---------------------- | ---------------------- | ---------------------- | ---------------------- |
| Presidente             |                        |                        | Miguel Martello (Republicanos) | Presidente             |                        |                        | à definir              |
| 1.º Vice-presidente    |                        |                        | Gilvan Passos (Republicanos)   | 1.º Vice-presidente    |                        |                        | à definir              |
| 2.º Vice-presidente    |                        |                        | Lamé (PCdoB)                   | 2.º Vice-presidente    |                        |                        | à definir              |
| Secretaria             |                        |                        |                                |                        |                        |                        |                        |
| 1.º Secretário         |                        |                        | Marcelo Seminaldo (PT)         | 1.º Secretário         |                        |                        | à definir              |
| 2.º Secretário         |                        |                        | Kleber Ribeiro (PL)            | 2.º Secretário         |                        |                        | à definir              |

## Parlamentares[3]
| Parlamentar | Parlamentar               | Imagem | Partido | Partido                                       | Federação              | Votos  | %     | Notas | Posição    |
| ----------- | ------------------------- | ------ | ------- | --------------------------------------------- | ---------------------- | ------ | ----- | --- | ---------- |
| 1.º         | Delegado Gustavo Mesquita |        |         | Republicanos                                  |                        | 18.841 | 2,88% | | Governo    |
| 2.º         | Ticiano                   |        |         | Partido Social Democrático PSD                |                        | 15.476 | 2,36% | | Governo    |
| 3.º         | Luis da Sede              |        |         | Partido Social Democrático PSD                |                        | 11.142 | 1,70% | | Governo    |
| 4.ª         | Lauri Rocha               |        |         | Partido Social Democrático PSD                |                        | 10.770 | 1,64% | | Governo    |
| 5.ª         | Karina Soltur             |        |         | Partido Social Democrático PSD                |                        | 9.780  | 1,49% | | Governo    |
| 6.ª         | Janete Pietá              |        |         | Rede Sustentabilidade REDE                    | FE. PSOL REDE          | 9.710  | 1,48% | | Oposição   |
| 7.º         | Geleia Protetor           |        |         | Partido Social Democrático PSD                |                        | 9.841  | 1,45% | | Governo    |
| 8.º         | André Alves               |        |         | Cidadania                                     | FE. PSDB Cidadania     | 9.329  | 1,42% | | Governo    |
| 9.ª         | Fernanda Curti            |        |         | Partido dos Trabalhadores PT                  | FE. Brasil             | 9.236  | 1,41% | | Oposição   |
| 10.º        | Rafael Acosta             |        |         | Partido Socialista Brasileiro PSB             |                        | 8.619  | 1,32% | | Oposição   |
| 11.º        | Junior Caicara            |        |         | Partido Novo NOVO                             |                        | 8.393  | 1,28% | | Governo    |
| 12.º        | Santiago                  |        |         | Partido Liberal PL                            |                        | 8.071  | 1,23% | Licenciou-se do mandato em 1 de janeiro de 2025 para assumir a Secretaria Municipal de Governo, nomeado pelo prefeito Lucas Sanches.   | Governo    |
| 13.º        | Professor Rômulo Ornelas  |        |         | Partido dos Trabalhadores PT                  | FE. Brasil             | 7.740  | 1,18% | | Oposição   |
| 14.º        | Marcelo Seminaldo         |        |         | Partido dos Trabalhadores PT                  | FE. Brasil             | 7.631  | 1,17% | | Oposição   |
| 15.º        | Gilvan Passos             |        |         | Republicanos                                  |                        | 7.163  | 1,09% | | Governo    |
| 16.ª        | Carlinda Tinoco           |        |         | Republicanos                                  |                        | 7.161  | 1,09% | | Governo    |
| 17.º        | Miguel Martello           |        |         | Republicanos                                  |                        | 7.010  | 1,07% | | Governo    |
| 18.º        | Lamé                      |        |         | Partido Comunista do Brasil PCdoB             | FE. Brasil             | 6.958  | 1,06% | | Oposição   |
| 19.º        | Danilo Gomes              |        |         | Republicanos                                  |                        | 6.361  | 0,97% | | Governo    |
| 20.º        | Pastor Anistaldo          |        |         | Mobilização Nacional MOBILIZA                 |                        | 6.243  | 0,95% | Licenciou-se do mandato em 1 de janeiro de 2025 para assumir a Secretaria Municipal de Habitação, nomeado pelo prefeito Lucas Sanches. | Governo    |
| 21.º        | Welliton Bezerra          |        |         | Partido Renovador Trabalhista Brasileiro PRTB |                        | 5.493  | 0,84% | | Governo    |
| 22.º        | Carlos Veloso             |        |         | Partido Novo NOVO                             |                        | 5.395  | 0,82% | | Governo    |
| 23.º        | Biriba                    |        |         | Democracia Cristã DC                          |                        | 5.094  | 0,78% | | Governo    |
| 24.º        | Pastor Adalberto          |        |         | Mobilização Nacional MOBILIZA                 |                        | 4.984  | 0,76% | | Governo    |
| 25.º        | Alemão do Transporte      |        |         | Democracia Cristã DC                          |                        | 4.799  | 0,73% | | Governo    |
| 26.º        | Edmilson Souza            |        |         | Partido Socialismo e Liberdade PSOL           | FE. PSOL REDE          | 4.698  | 0,72% | | Oposição   |
| 27.º        | Daniel Santos             |        |         | Progressistas PP                              | FE. União Progressista | 4.449  | 0,68% | | Governo    |
| 28.º        | Guto Tavares              |        |         | Partido Democrático Trabalhista PDT           |                        | 4.324  | 0,66% | | Oposição   |
| 29.º        | Kleber Ribeiro            |        |         | Partido Liberal PL                            |                        | 4.033  | 0,62% | | Governo    |
| 30.º        | Mauricio Guti             |        |         | Mobilização Nacional MOBILIZA                 |                        | 3.971  | 0,61% | | Governo    |
| 31.º        | Rafa Marques              |        |         | Movimento Democrático Brasileiro MDB          |                        | 3.929  | 0,60% | | Indefinido |
| 32.º        | Dr. Laércio Sandes        |        |         | União Brasil UNIÃO                            | FE. União Progressista | 3.890  | 0,59% | | Indefinido |
| 33.º        | Daniel Alves              |        |         | Democracia Cristã DC                          |                        | 3.873  | 0,59% | | Governo    |
| 34.º        | Leandro Dourado           |        |         | Partido da Mulher Brasileira PMB              |                        | 2.896  | 0,44% | Inicialmente foi eleito pelo Solidariedade, posteriormente migrou para o Partido da Mulher Brasileira (PMB)                            | Governo    |

## Suplentes
| Parlamentar | Parlamentar       | Imagem | Partido | Partido                       | Votos | %     | Notas | Titular          | Posição |
| ----------- | ----------------- | ------ | ------- | ----------------------------- | ----- | ----- | --- | ---------------- | ------- |
| -           | Geraldo Celestino |        |         | Mobilização Nacional MOBILIZA | 3.957 | 0,60% | Assumiu o exercício do mandato após a nomeação de Pastor Anistaldo (MOBILIZA) como secretário Municipal de Habitação em 1 de janeiro de 2025. | Pastor Anistaldo | Governo |
| -           | Josuel Queiroz    |        |         | Partido Liberal PL            | 3.777 | 0,58% | Assumiu o exercício do mandato após a nomeação de Santiago (PL) como secretário Municipal de Governo em 1 de janeiro de 2025.                 | Santiago         | Governo |

## Lideranças
| Lideranças (2025)                   | Lideranças (2025)               | Lideranças (2025)               | Lideranças (2025)               | Lideranças (2025)               | Lideranças (2025)               | Lideranças (2025)               |
| Representação - Poder Executivo     | Representação - Poder Executivo | Representação - Poder Executivo | Representação - Poder Executivo | Representação - Poder Executivo | Representação - Poder Executivo | Representação - Poder Executivo |
| ----------------------------------- | ------------------------------- | ------------------------------- | ------------------------------- | ------------------------------- | ------------------------------- | ------------------------------- |
| Líder do Governo                    | Líder do Governo                | Líder do Governo                | Líder do Governo                | Geraldo Celestino (MOB)         | Geraldo Celestino (MOB)         | [ 1 ]                           |
| Lider da Oposição                   | Lider da Oposição               | Lider da Oposição               | Lider da Oposição               | Edmilson Souza (PSOL)           | Edmilson Souza (PSOL)           | [ 5 ]                           |
| Representações - Partidos Políticos |                                 |                                 |                                 |                                 |                                 |                                 |
| Partido                             | Partido                         | Federação                       | Assentos                        | Líder                           | Posição                         | Ref.                            |
|                                     | PSD                             |                                 | 5                               | Lauri Rocha                     | Governo                         | [ 1 ]                           |
|                                     | REP                             |                                 | 5                               | Gilvan Passos                   | Governo                         | [ 1 ]                           |
|                                     | DC                              |                                 | 3                               | Daniel Alves                    | Governo                         | [ 1 ]                           |
|                                     | MOB                             |                                 | 3                               | Geraldo Celestino               | Governo                         | [ 1 ]                           |
|                                     | PT                              | FE Brasil                       | 3                               | Rômulo Orneles                  | Oposição                        | [ 1 ]                           |
|                                     | NOVO                            |                                 | 2                               | Junior Caiçara                  | Governo                         | [ 1 ]                           |
|                                     | PL                              |                                 | 2                               | Cleber Ribeiro                  | Governo                         | [ 1 ]                           |
|                                     | CDN                             | FE. PSDB Cidadania              | 1                               | André Alves                     | Governo                         | [ 1 ]                           |
|                                     | MDB                             |                                 | 1                               | Rafa Marques                    | Indefinido                      | [ 1 ]                           |
|                                     | PCdoB                           | FE. Brasil                      | 1                               | Lamé                            | Oposição                        | [ 1 ]                           |
|                                     | PDT                             |                                 | 1                               | Guto Tavares                    | Oposição                        | [ 1 ]                           |
|                                     | PMB                             |                                 | 1                               | Leandro Dourado                 | Governo                         | [ 1 ]                           |
|                                     | PP                              | União Progressista              | 1                               | Daniel Santos                   | Governo                         | [ 1 ]                           |
|                                     | PRTB                            |                                 | 1                               | Welliton Bezerra                | Governo                         | [ 1 ]                           |
|                                     | PSB                             |                                 | 1                               | Rafael Acosta                   | Oposição                        | [ 1 ]                           |
|                                     | PSOL                            | FE. PSOL REDE                   | 1                               | Edmilson Souza                  | Oposição                        | [ 1 ]                           |
|                                     | REDE                            | FE. PSOL REDE                   | 1                               | Janete Pietá                    | Oposição                        | [ 1 ]                           |
|                                     | UNIÃO                           | União Progressista              | 1                               | Dr. Laércio Sandes              | Indefinido                      | [ 1 ]                           |

## Comissões

### Comissões do Processo Legislativo (2025)[6]

#### Comissão de Administração e Funcionalismo Público (CAFP)
A Comissão de Administração e Funcionalismo Público é formada pela seguinte composição:
- Presidente: Rafa Marques (MDB),
- Secretário: Geraldo Celestino (MOBILIZA),
- Membros: Edmilson Souza (PSOL).

#### Comissão de Constituição, Justiça e Legislação Participativa (CCJLP)
A Comissão de Constituição, Justiça e Legislação Participativa é formada pela seguinte composição:
- Presidente: Dr. Laércio Sandes (UNIÃO),
- Secretário: Karina Soltur (PSD),
- Membros: Daniel Alves (DC).

#### Comissão de Defesa dos Direitos da Criança, do Adolescente e da Juventude (CDDCAJ)
A Comissão de Defesa dos Direitos da Criança, do Adolescente e da Juventude é formada pela seguinte composição:
- Presidente: Welliton Bezerra (PRTB),
- Secretário: Carlinda Tinoco (Republicanos),
- Membros: Daniel Santos (PP).

#### Comissão da Defesa dos Direitos da Mulher (CDDM)
A Comissão da Defesa dos Direitos da Mulher é formada pela seguinte composição:
- Presidente: Janete Pietá (REDE),
- Secretário: Carlinda Tinoco (Republicanos),
- Membros: Fernanda Curti (PT).

#### Comissão de Defesa dos Direitos do Consumidor (CDDC)
A Comissão de Defesa dos Direitos do Consumidor é formada pela seguinte composição:
- Presidente: Guto Tavares (PDT),
- Secretário: Luís da Sede (PSD),
- Membros: Geleia Protetor (PSD).

#### Comissão de Desenvolvimento Urbano e Desenvolvimento Econômico (CDUDE)
A Comissão de Desenvolvimento Urbano e Desenvolvimento Econômico é formada pela seguinte composição:
- Presidente: Luís da Sede (PSD),
- Secretário: Junior Caiçara (NOVO),
- Membros: Pastor Adalberto (MOBILIZA).

#### Comissão de Direitos Humanos, Cidadania, Habitação, Assistência Social e Igualdade Racial (CDHCHASIR)
A Comissão de Direitos Humanos, Cidadania, Habitação, Assistência Social e Igualdade Racial é formada pela seguinte composição:
- Presidente: Lamé (PCdoB),
- Secretário: Fernanda Curti (PT),
- Membros: Daniel Santos (PP).

#### Comissão de Educação, Cultura, Esporte, Lazer e Turismo (CECELT)
A Comissão de Educação, Cultura, Esporte, Lazer e Turismo é formada pela seguinte composição:
- Presidente: Lauri Rocha (PSD),
- Secretário: Karina Soltur (PSD),
- Membros: Prof.º Rômulo Ornelas (PT).

#### Comissão de Ética e Decoro Parlamentar (CEDP)
A Comissão de Ética e Decoro Parlamentar é formada pela seguinte composição:
- Presidente: Lauri Rocha (PSD),
- Secretário: Junior Caiçara (NOVO),
- Membros: Pastor Adalberto (MOBILIZA), Delegado Gustavo Mesquita (Republicanos), Joseval Queiroz (PL), Rafael Acosta (PSB), Prof.º Rômulo Ornelas (PT)

#### Comissão de Finanças e Orçamento (CFO)
A Comissão de Finanças e Orçamento é formada pela seguinte composição:
- Presidente: Geleia Protetor (PSD),
- Secretário: Geraldo Celestino (MOBILIZA),
- Membros: Leandro Dourado (PMB).

#### Comissão de Higiene e Saúde Pública (CHSP)
A Comissão de Higiene e Saúde Pública é formada pela seguinte composição:
- Presidente: Gilvan Passos (Republicanos),
- Secretário: Janete Pietá (REDE),
- Membros: Geraldo Celestino (MOBILIZA).

#### Comissão de Meio Ambiente (CMA)
A Comissão de Meio Ambiente é formada pela seguinte composição:
- Presidente: Edmilson Souza (PSOL),
- Secretário: Rafael Acosta (PSB),
- Membros: Guto Tavares (PDT).

#### Comissão de Obras e Serviços Públicos (COSP)
A Comissão de Obras e Serviços Públicos é formada pela seguinte composição:
- Presidente: Danilo Gomes (Republicanos),
- Secretário: Biriba (DC),
- Membros: Carlos Veloso (NOVO).

#### Comissão de Segurança Pública (CSP)
A Comissão de Segurança Pública é formada pela seguinte composição:
- Presidente: Rafa Marques (MDB),
- Secretário: Daniel Santos (DC),
- Membros: Daniel Santos (PP).

#### Comissão de Trânsito e Transportes (CTT)
A Comissão de Trânsito e Transportes é formada pela seguinte composição:
- Presidente: Alemão dos Transportes (DC),
- Secretário: Ticiano (PSD),
- Membros: Joseval Queiroz (PL).

## Procuradorias

#### Procuradoria da Mulher (PM)
A Procuradoria da Mulher é formada pela seguinte composição:
- Procuradora Especial da Mulher: Fernanda Curti (PT),
- 1ª Procuradora-Adjunta: Janete Pietá (REDE),
- 1ª Procuradora-Adjunta: Carlinda Tinoco (Republicanos),
- 1ª Procuradora-Adjunta: Karina Soltur (PSD)